# مخطوطة التوراة في تونس
مخطوطة التوراة في تونس هي مخطوطة أثرية يهودية نادرة في العالم، تتمثل في التوراة منحوتة باللغة العبرية بخط اليد تعود إلى القرن الخامس عشر ميلادي.

## الاكتشاف
عقدت وزارة الداخلية التونسية مؤتمرا صحفيا في 10 مارس 2017، أعلنت فيه أنها ضبطت مخطوطة نادرة للتوراة بينما كانت شبكة لتهريب الآثار تستعد لنقلها إلى أوروبا. تم عرضها على خبراء ومختصين من المعهد الوطني للتراث في تونس للتحقيق في تاريخها وقيمتها التاريخية، وقالوا أنها لا تقدر بثمن.

## الأوصاف
المخطوطة منحوتة بحبر خاص، على جلد عجل، طولها 37 مترا، وعرضها 47 سنتيمتر، تم عرضها على مختصين في اللغة العبرية، قالوا إنها تحتوي على كامل أجزاء التوراة بأسفارها الخمسة، وهي سفر التكوين وسفر الخروج وسفر اللاويين وسفر العدد وسفر التثنية، في نسختها القديمة الأولى، أي قبل ترتيب وتنظيم هذه الأسفار بالشكل الذي أضحت عليه التوراة في نسختها المتداولة حاليا. 

الجلد الذي كتبت عليه المخطوطة من نوع خاص، حيث يتم قبل ولادة البقرة بشهر واحد استخراج الجنين وسلخه، وبعد ذلك الكتابة على جلده الذي يدوم مئات السنين، بحسب خبراء المعهد الوطني للتراث في تونس.